# NGC 5596
NGC 5596 est une galaxie lenticulaire située dans la constellation de la Bouvier. Sa vitesse par rapport au fond diffus cosmologique est de 3 350 ± 12 km/s, ce qui correspond à une distance de Hubble de 49,4 ± 3,5 Mpc (∼161 millions d'al). NGC 5596 a été découverte par l'astronome germano-britannique William Herschel en 1785.
NGC 5596 présente une large raie HI. Selon la base de données Simbad, NGC 5596 est une galaxie de Seyfert de type 2.
À ce jour, deux mesures non basées sur le décalage vers le rouge (redshift) donnent une distance de 59,500 ± 8,910 Mpc (∼194 millions d'al), ce qui est à l'intérieur des valeurs de la distance de Hubble. Notons cependant que c'est avec la valeur moyenne des mesures indépendantes, lorsqu'elles existent, que la base de données NASA/IPAC calcule le diamètre d'une galaxie et qu'en conséquence le diamètre de NGC 5596 pourrait être d'environ 18,2 kpc (∼59 400 al) si on utilisait la distance de Hubble pour le calculer.

## Groupe de NGC 5557
Selon Abraham Mahtessian, NGC 5596 fait partie du groupe de NGC 5557, la galaxie la plus brillante de ce groupe. Ce groupe de galaxies compte au moins sept membres. Les six autres galaxies du groupe sont NGC 5529, NGC 5544, NGC 5545, NGC 5557, NGC 5590 et NGC 5589.
A. M. Garcia mentionne aussi ce groupe, mais la galaxie NGC 5529 ne figure pas dans sa liste alors que les six autres y sont.